# William II de Cantilupe

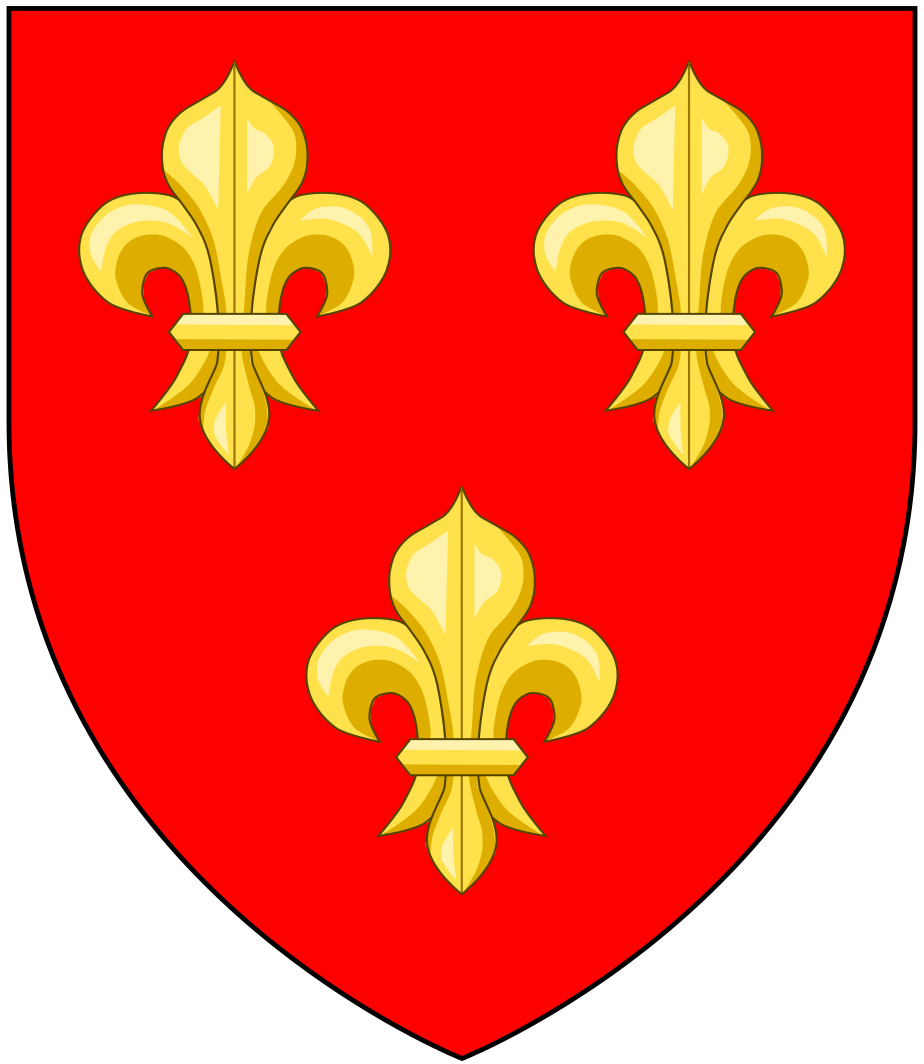
Armi di William de Cantilupe: Gigli: tre fleurs-de-lys o ('antico Cantilupe'). Queste Armi sono blasonate nell'Armoriale di Glover. Le Armi dei Cantilupe sono cambiate nel tardo XIII secolo in jessant-de-lys.

William II de Cantilupe, o de Cantilupo (... – 22 febbraio 1251), possidente e amministratore del re inglese, anglo-normanno, sceriffo di Nottingham (High Sheriff of Nottinghamshire, Derbyshire and the Royal Forests) sotto Enrico III d'Inghilterra..

## Biografia
William de Cantilupe († 1251) (anticamente Cantelow, Cantelou, Canteloupe, ecc., latinizzato in de Cantilupo).
Era il figlio maggiore di William de Cantilupe († 1239), che pure è stato Barone e amministratore del Re inglese e Sceriffo. Era fratello di Walter de Cantilupe († 1266), Vescovo dell'antica Diocesi di Worcester.
Prima del 1216 sposò Millicent (o Maud) di Gournay, figlia del nobile francese Hugo V di Gournay, rimasta vedova nel 1213 di Amaury VI di Montfort, già Conte di Évreux e dal 1200 Conte di Gloucester, portando in dote ulteriori possedimenti. Acquisì col matrimonio terre nell'Oxfordshire con 6,5 tasse del cavaliere, ma per le quali dovette sostenere un contenzioso con Gilberto di Clare, V conte di Gloucester, perché Gilberto di Clare, come nuovo Conte di Gloucester rivendicava per sé i possedimenti di Amaury di Montfort.
 Ebbero cinque figli.
Come suo padre fu definito uno dei cattivi consiglieri del re Giovanni d'Inghilterra dal cronista Ruggero di Wendover. Durante la prima guerra dei baroni si trovò dalla parte del re e prese parte nel 1217 insieme al padre all'assedio del castello di Mountsorrel e alla successiva battaglia di Lincoln.
Nel 1220 era al seguito di Ranulph de Blondeville, VI conte di Chester. Come suo padre, è stato uno dei baroni che nel novembre del 1223, guidati da Ranulph de Blondeville si ribellarono al re recandosi alla Torre di Londra per protestare contro il governo di Hubert de Burgh.
Ritornarono a servizio del re; con Ranulph di Chester e il padre furono al seguito del re Enrico III durante la spedizione in Bretagna nel 1230.
Fu uno degli esecutori testamentari di Ranulph di Chester dopo la sua morte nel 1232, poi entrò al servizio di Giovanni di Scozia, conte di Huntingdon, il nuovo conte di Chester.
Nel 1236 intraprese un pellegrinaggio a Santiago di Compostela.
Dopo la morte di Giovanni di Scozia nel 1238 entrò a servizio del re, assumendo la carica di Lord Steward, come lo era stato suo padre.
Nel 1238 ebbe la tutela col favore del re di Eva de Braose, la minore delle figlie e coerede del marchese lord Guglielmo di Braose. La fece sposare nel luglio 1241 con il figlio Guglielmo III, acquisendo con la dote l'Onore di Abergavenny in Galles e la metà di quella di Totnes nel Devon, aumentando considerevolmente i possedimenti della famiglia.
Fu nominato sceriffo di Nottinghamshire e Derbyshire nel 1239. Dopo la morte del padre nel 1239 ereditò i possedimenti della famiglia, tra cui Eaton Bray nel Bedfordshire e Aston Cantlow nel Warwickshire.
Ne 1241 William Cantilupe fece da conciliatore tra il re e il principe gallese Dafydd ap Llywelyn.
Nel 1242 fu uno dei tre Custodi del Regno, con i Vescovi Walter de Gray e Walter Mauclerk, durante l'assenza di re Enrico per la campagna in Poitou. Nel 1245, insieme a Ralph Fitz Nicholas, prese parte al primo Concilio di Lione come rappresentante dei baroni inglesi, dove si lamentò ampiamente delle elevate richieste di denaro del Papa per finanziare la campagna in terra santa.
Morì nel 1251. Gli succedette il figlio primogenito William III de Cantilupe († 1254). La sua vedova Millicent ottenne la custodia della figlia del re Enrico III Margherita, poi regina di Scozia.
La loro figlia Juliana sposò un benestante appartenente alla famiglia dei Tregoz. Un altro figlio, Thomas de Cantilupe (1218–1282), fu lord cancelliere d'Inghilterra, vescovo dell'antica Diocesi di Hereford e proclamato santo da papa Giovanni XXII nel 1320.